# ۲۸۳ (میلادی)
۲۸۳ (میلادی) دویست و هشتاد و سومین سال تقویم میلادی است.

## درگذشتگان
- کاروس، امپراتور روم
- اوتوکین، پاپ کلیسای کاتولیک روم

‎